# Герб Котора
Герб Котора — офіційний герб міста Котор, прибережного міста Чорногорії та його головного морського порту. Цей герб було прийнято 16 лютого 2009 року. Його розробив Срджан Марлович який також розробив герб Подгориці та Бара.

## Опис
Герб складається зі срібного щита, розділеного на три поля. Три поля містять певні символи:
- Фігура Святого Трифона;
- Кам'яна вежа з мерлонами, окулюсом і дверима;
- Леви у видатній позиції.

Щит увінчаний золотою настінною короною з трьома мерлонами, оточений золотими левами як щитотримачами, а також зеленою лавровою гілкою та золотим прапором внизу. На банері написано «COMMUNITAS CIVITATIS CATHARI» (це назва муніципалітету Котор латиницею, як данина історії Котора). Полотнище має золотий аверс і червоний реверс.